# ティンク・ヘンス
マーケビアン・ヘンス（Markevian Hence, 2002年8月6日 - ）は、アメリカ合衆国アーカンソー州パインブラフ出身のプロ野球選手（投手）。右投右打。MLBのセントルイス・カージナルス傘下所属。

## 経歴
2020年のMLBドラフト2巡目（全体63位）でセントルイス・カージナルスから指名され、プロ入り。なお、契約しない場合はアーカンソー大学へ進学の予定であった。同年はCOVID-19の影響でマイナーリーグのシーズンが中止となり、公式戦への出場はなかった。
2021年に傘下のルーキー級ガルフ・コーストリーグ・カージナルスでプロデビュー。8試合に登板して0勝1敗1セーブ、防御率9.00、14奪三振を記録した。
2023年6月26日にオールスター・フューチャーズゲームに選出された。

## 選手としての特徴
"火を噴くよう"と評される速球は90mph台中盤を計測するが、今後更に速くなっていくと見る声がある。変化球ではスライダーとチェンジアップを投げる。

## 詳細情報

### 記録
- オールスター・フューチャーズゲーム選出：1回（2023年）